# Microcentrus
Microcentrus ist eine Gattung der Buckelzirpen aus der Unterfamilie der Stegaspidinae. Es sind derzeit 18 Arten bekannt, manche jedoch nur in einem Geschlecht. Manche Arten sind sogar nur nach einem Individuen beschrieben (M. cyclocarinatus, M. diabolus, M. incomptus, M. lunatus, M. vespertiliauris). Die meisten Arten sind in Mexiko und USA verbreitet, einige südlich bis Ecuador (Nearktis und Neotropis). Die nördliche Verbreitung erstreckt sich bis Südkanada, etwa bis 44° Breite.

## Merkmale

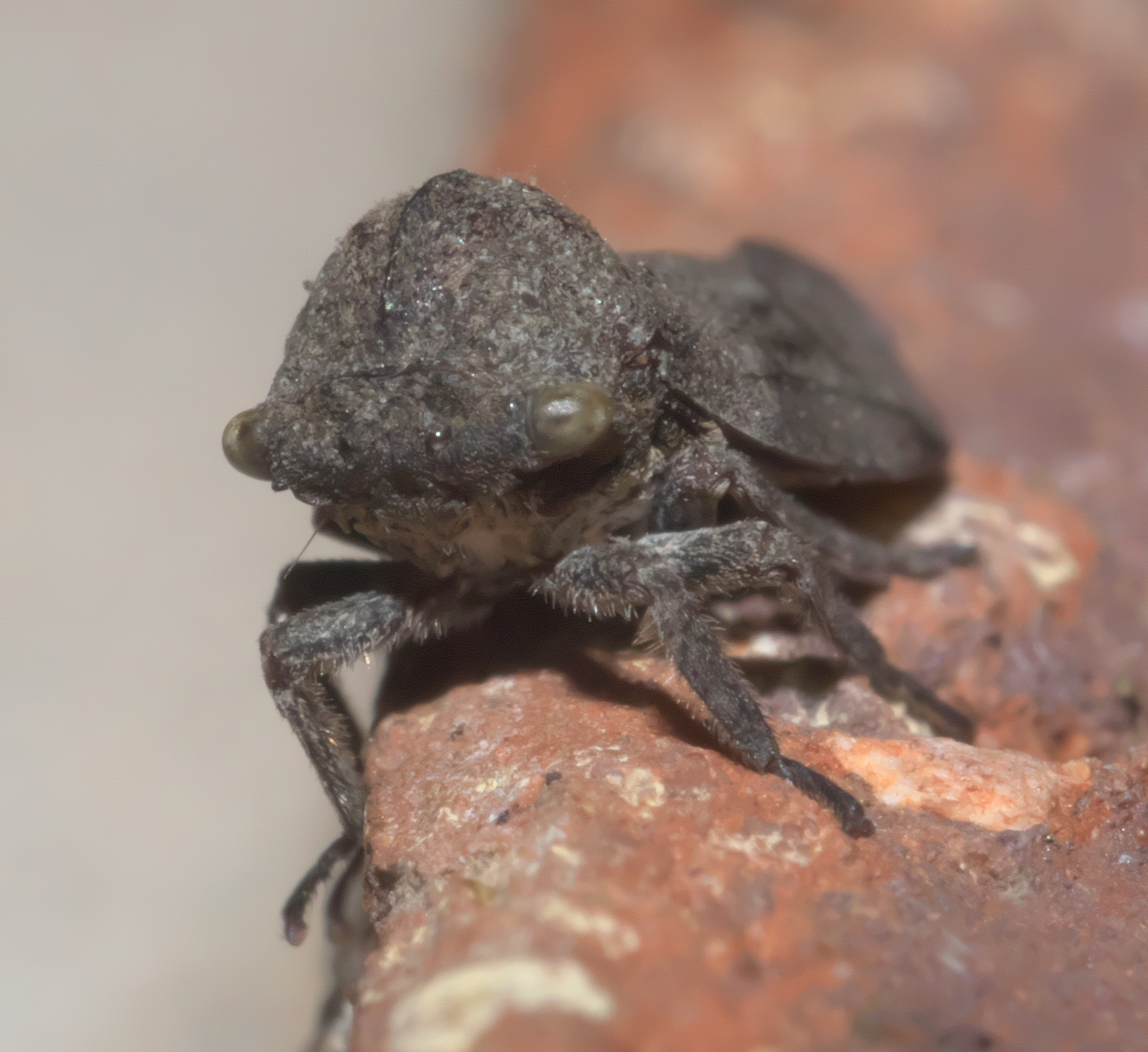
Microcentrus caryae von vorne

Die Microcentrus-Zirpen sind unauffällig, robust und machen einen kompakten Eindruck. Sie sind 5,1 bis 9,0 mm lang (vom Kopf bis zur Flügelspitze), meistens braun oder grau, mehr oder weniger hell gefärbt. Oft unterscheiden sich die Männchen von den Weibchen (Sexualdimorphismus). Der Kopf ist breit, etwa doppelt so breit wie hoch. Das Pronotum hat oft keine oder nur schwach ausgebildete Auswüchse, stets ist median eine Leiste ausgebildet. Bei manchen Arten (z. B. M. perditus) sind zwei kurze seitliche "Hörner" ausgebildet. Lediglich der nach hinten gerichtete Fortsatz ist stets vorhanden; aber kurz, schlank und wellig. Die Vorderflügel sind lang, halbdurchsichtig, ihre Nerven sind kräftig und mehr oder weniger punktiert. Es sind fünf Apicalzellen und drei Discoidalzellen ausgebildet. Die Tarsen der Hinterbeine sind länger als die der anderen Beine.

## Arten und Verbreitung
(nach)
- M. alius, Mexiko
- M. astales, Costa Rica, Ecuador
- M. caryae, USA, Kanada
- M. cornutus, Mexiko
- M. cucullatus, Panama, Ecuador
- M. cyclocarinatus, Costa Rica
- M. diabolus, Mexiko
- M. incomptus, Costa Rica
- M. lunatus, Mexiko
- M. lynx, Mexiko, USA
- M. nicholi, USA, Mexiko
- M. perditus, Kanada, USA
- M. pileatus, Guatemala, Honduras
- M. proximus, Guatemala, Mexiko
- M. solussidus, USA, Mexiko
- M. sordidus, Mexiko
- M. vespertiliauris, Mexiko
- M. webbi, Mexiko

## Biologie
Die Zirpen leben stets einzeln, soweit bekannt leben sie meistens auf Bäumen oder Büschen (Juglandaceae, Fagaceae, Lauraceae, Pinaceae) und saugen Pflanzensaft. Manche Arten kommen nur auf einer Baumart vor.
Die Larven, so weit man sie bisher kennt, sind flach und sehr schwer auf den Rinden zu finden, auf denen sie leben; sie sind durch Farbe und Struktur sehr gut getarnt. Die Larven leben oft auf dünnen Zweigen oder Ästen. Die Arten, die aus Ecuador beschrieben wurden, wurden gefunden, indem die Kronen von Urwaldbäumen benebelt wurden (Canopy Fogging Projekt).